# Chavannes-sur-l'Étang
 Chavannes-sur-l'Étang  là một xã thuộc tỉnh Haut-Rhin trong vùng Grand Est, đồng bắc Pháp. Xã này có diện tích 6,04 km², dân số năm 1999 là 528 người. Khu vực này có độ cao trung bình 360 mét trên mực nước biển.